# Ernst Gräfenberg
Ernst Gräfenberg (26 tháng 9 năm 1881 – 28 tháng 10 năm 1957) là một bác sĩ phụ khoa người Đức.

## Tiểu sử
Ernst Gräfenberg là con trai út của Salomon Gräfenberg, người mà có một tiệm đồ sắt ở Adelebsen. Sau khi học tiểu học tại Adelebsen, Ernst 1892 chuyển sang học tại trường mà bây giờ là Max-Planck-Gymnasium ở Göttingen, nơi ông lấy bằng tú tài vào năm 1900. Gräfenberg sau đó học Y khoa tại đại học ở Göttingen và München. Ông lấy bằng tiến sĩ vào ngày 10 tháng 3 năm 1905 tại Göttingen với một nghiên cứu về đề tài „ Sự phát triển xương, bắp thịt và thần kinh của tay và các bắp thịt của phần trên của cánh tay điều khiển sự cử động của bàn tay". Nghiên cứu này đã đạt được giải của quỹ Petsche.
Sau khi lấy bằng tiến sĩ y khoa ông làm việc một thời gian ngắn tại bệnh viện nhãn khoa của đại học Würzburg, và cùng năm đã chuyển qua bệnh viện phụ khoa của đại học Christian-Albrechts ở Kiel. Ở đó ông trở thành học trò của Richard Werth và từ năm 1908 của Johannes Pfannenstiel. Trong thời gian ở Kiel ông cho công bố nghiên cứu về sự thụ thai và về sự lan truyền của tế bào ung thư qua máu (Gräfenberg-Theorie). Sau khi chuyển về làm việc tại Berlin vào năm 1910 ông làm trưởng khoa phụ khoa và phụ sản tại nhà thương ở Berlin-Britz và mở nhà thương tư tại Berlin-Schöneberg.
Ernst Gräfenberg đã tình nguyện tham gia vào quân đội Đức trong Đệ Nhất thế chiến. Với chức sĩ quan cứu thương ông được huy chương Eisernes Kreuz hạng nhì và hạng nhất. Sau khi chiến tranh chấm dứt ông trở về làm việc tại phòng mạch của mình ở Berlin. 1921 ông làm đám cưới với cô Rosa Goldschmidt (* 24 tháng 7 năm 1898 tại Mannheim). Cuộc hôn nhân không có con được ly dị vào năm 1924. Rosa sau đó cưới bác sĩ Franz Ullstein, con trai của Leopold Ullstein, và lần thứ 3 với Armin Wolrad Widekind Bela Erich Maria Gottschalk Graf von Waldeck. Bà được biết tới là nhà văn Rosie Waldeck.